# Pattan

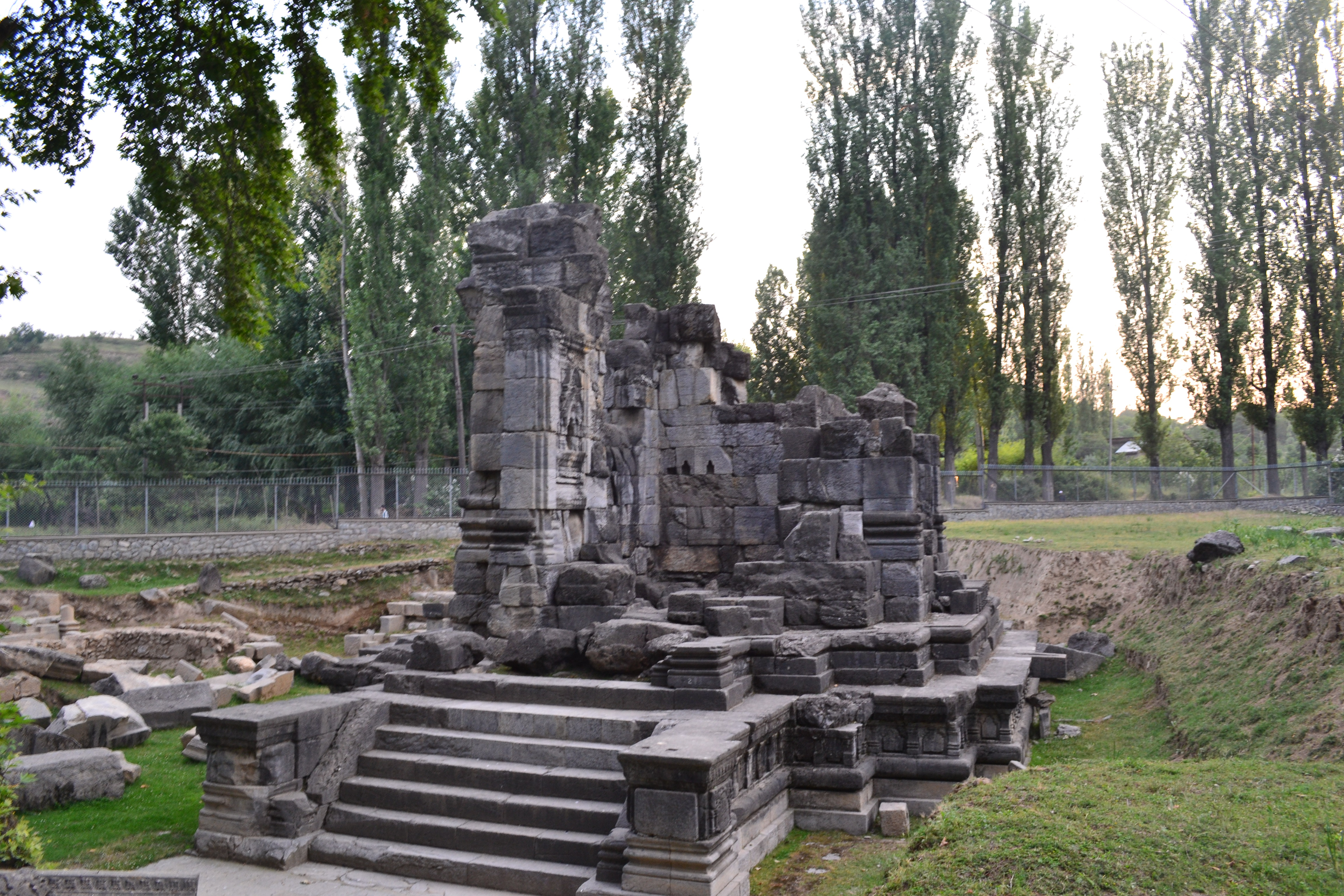
Pattan – Sugandhesa-Tempel

Pattan (Urdu پٹن) ist eine historisch bedeutsame Kleinstadt und eine Verwaltungseinheit (tehsil) im Nordwesten des indischen Unionsterritoriums Jammu und Kashmir.

## Lage und Klima
Pattan liegt im nordwestlichen Teil des Kaschmirtals auf einer Höhe von ca. 1553 m. Ca. 27 km (Fahrtstrecke) westlich von Pattan liegt die Distriktshauptstadt Baramulla; etwa genauso weit ist es bis zur südöstlich gelegenen Millionenstadt Srinagar. Der Gebirgskamm des Pir Panjal begrenzt das Kaschmirtal. Das Klima ist in den Sommermonaten Juli und August vom Monsun bestimmt; Regen (ca. 700–800 mm/Jahr) fällt ansonsten übers Jahr verteilt.

## Wirtschaft
Pattan war lange Zeit ein Zentrum landwirtschaftlicher Produktion von Wolle und Getreide. Heute spielt die Produktion von Gemüse und Obst (v. a. Äpfel) eine wichtige Rolle.

## Geschichte
Shankarvarman, der Sohn von Awantivarman aus der Utpala-Dynastie, gilt als Gründer der ehemals Pattana genannten Stadt im 9. Jahrhundert. Mit der Ankunft des Islam im Kaschmirtal im 14. Jahrhundert begannen die Übergriffe auf Hindus und deren Bauwerke. Im frühen 15. Jahrhundert überfiel der fanatische und ikonoklastische Muslimführer Sikandar Butshikan die Region, die erst in der Zeit Britisch-Indiens längere Zeit Ruhe fand.

## Sehenswürdigkeiten
- Die Ruine des – nicht wie viele ältere Tempel in einem Wasserbecken stehenden – Sankaragaurisvara-Tempels zeugt von einstiger Größe und Bedeutung der Stadt.

Umgebung
- Der deutlich kleinere, aber ebenfalls weitgehend zerstörte Sugandhesa-Tempel befindet sich gut 1 km südöstlich der Stadt am National Highway N 1. Er ruht auf einer gegenüber dem Bodenniveau gut 1 m erhöhten Plattform (jagati), gegenüber welcher der eigentliche Tempel nochmals erhöht ist. Das Äußere des Tempels ist stark gegliedert, wohingegen die quadratische Cella (garbhagriha) vollkommen ungegliedert und schmucklos ist.